# キャプテン・モルガン

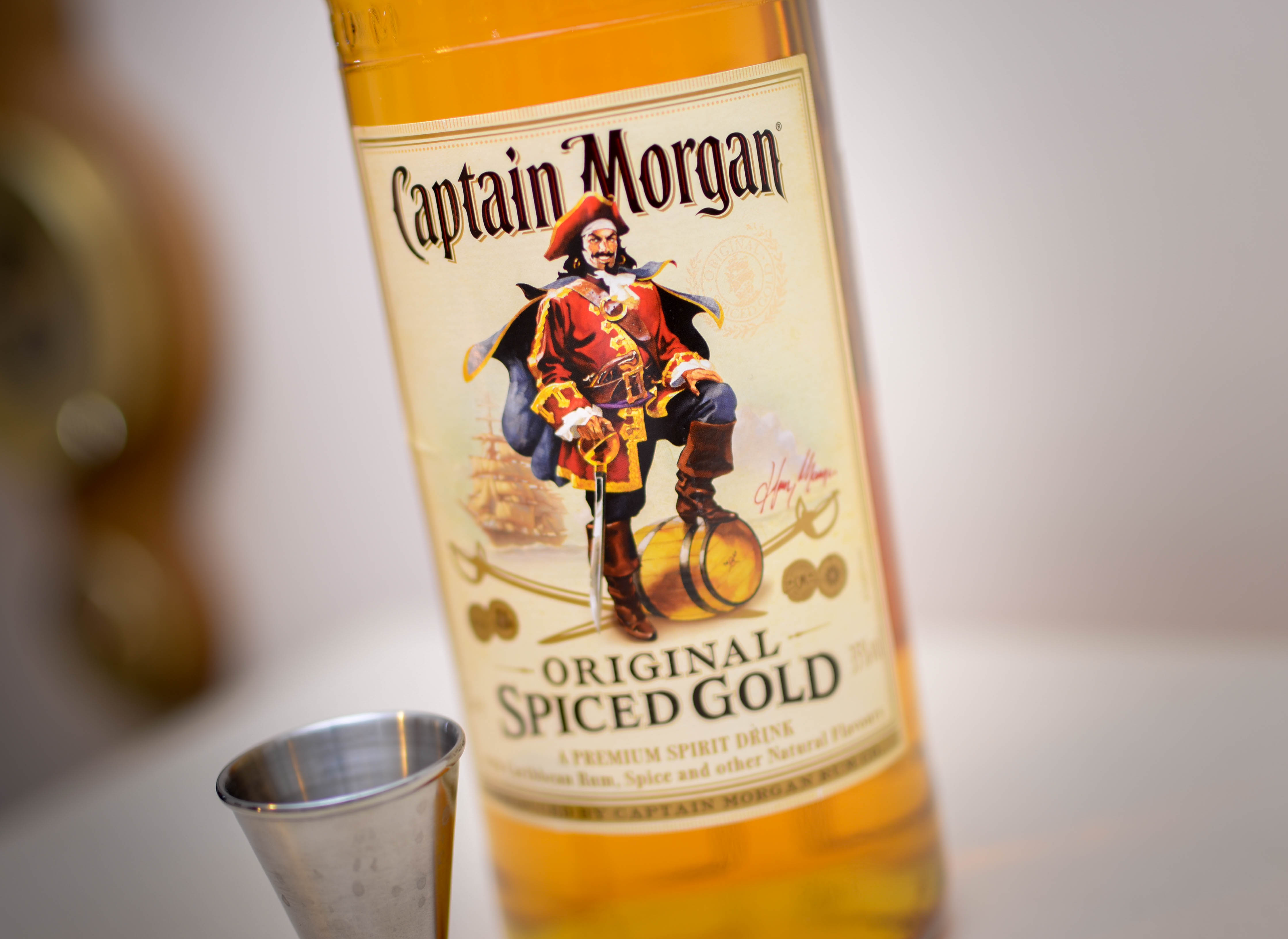
キャプテン・モルガンの製品ラベル

キャプテン・モルガン(Captain Morgan)はディアジオ（日本では2009年 - 2021年3月までキリンビールが担当していたが、2021年4月よりディアジオジャパンに変更された）が販売するラム酒の銘柄。17世紀にカリブ海で活躍したイギリス出身の海賊（厳密には私掠船船長）ヘンリー・モーガンに因んで命名されている。製品のボトルのラベルには、ヘンリー・モーガンを描いた絵とスローガン「To Life, Love and Loot（人生とは、愛と略奪）」が描かれている。
1944年、シーグラムCEOサミュエル・ブロンフマンはジャマイカ政府（当時はイギリス領）のロングポンド蒸留所を購入し、ラム酒の原酒の販売を始めた。ジャマイカの首都キングストンで薬局を営んでいたレヴィ兄弟は、同じロングポンド蒸留所から原酒を購入しており、薬草やスパイスを加えて熟成させ、瓶詰めしたものを販売していた。ブロンフマンはレビィ兄弟の販売していたラム酒のフレーバーを気に入り、権利を買い取った。そして、シーグラムの子会社「キャプテン・モルガン・ラム」を設立して、同名のラム酒をジャマイカで生産し始めた。
1950年代に入ると、プエルトリコからアメリカ本土の48州向けに輸出されるプエルトリコ産ラム酒の関税率が他国のラム酒より引き下げられるという優遇措置が行われた。これを受けてシーグラムはプエルトリコで新しい蒸留所の操業を始めた。
1985年にシーグラムはプエルトリコの大手企業セラレスにプエルトリコの蒸留所を売却した。同時にシーグラムはセラレスに2012年までのプエルトリコ及びカリブ海一帯でのキャプテン・モルガンブランドの製造、販売権を譲渡している。しかし、2001年にシーグラムはキャプテン・モルガンブランドの商標権そのものをディアジオに売却した。ディアジオはアメリカ領ヴァージン諸島セント・クロイ島で2010年より新規蒸留所の建設を着工し、セラレスのプエルトリコでの製造権の契約の終わる2012年よりキャプテン・モルガンブランドの販売を開始した。